# Кетоз
Кетоз — це метаболічний стан, що характеризується підвищеним рівнем кетонових тіл у крові або сечі. Фізіологічний кетоз є нормальною реакцією на низьку доступність глюкози. При фізіологічному кетозі кетони в крові підвищуються вище базового рівня, але кислотно-основний гомеостаз організму зберігається. Це контрастує з кетоацидозом, неконтрольованим виробленням кетонів, що виникає в патологічних станах і викликає метаболічний ацидоз, який є невідкладним медичним станом. Рівень кетонів можна виміряти в крові, сечі або в повітрі видиху і зазвичай становить від 0,5 до 3,0 мілімолярів (мМ) при фізіологічному кетозі, тоді як при кетоацидозі концентрація кетонів крові може бути понад 10 мМ.
Сліди кетонів завжди присутні в крові та зростають, коли запаси глюкози в крові низькі, а печінка переходить від основного метаболізму вуглеводів до метаболізму жирних кислот. Це відбувається під час станів підвищеного окислення жирних кислот, таких як піст, голодування, обмеження споживання вуглеводів або тривалі фізичні навантаження. Коли печінка швидко перетворює жирні кислоти в ацетил-КоА, деякі молекули ацетил-КоА можуть потім перетворюватися на кетонові тіла: піруват, ацетоацетат, бета-гідроксибутират і ацетон. Ці кетонові тіла можуть бути джерелами енергії, а також сигнальними молекулами. Сама печінка не може використовувати ці кетонові тіла для отримання енергії, тому вони вивільняються в кров і використовуються периферичними тканинами, включаючи мозок.
Якщо кетоз викликаний обмеженням споживання вуглеводів, його іноді називають аліментарним кетозом. Дієта з низьким вмістом вуглеводів і помірним вмістом білка, яка може призвести до кетозу, називається кетогенною дієтою. Кетоз добре зарекомендував себе як засіб лікування епілепсії, а також ефективний при лікуванні діабету 2-го типу.

## Визначення
Нормальний рівень кетонових тіл у сироватці становить менше 0,5 мМ. Гіперкетонемія традиційно визначається як рівень, що перевищує 1 мМ.

### Фізіологічний кетоз
Фізіологічний кетоз — це непатологічне (нормальне) підвищення кетонових тіл, яке може бути результатом будь-якого стану підвищеного окислення жирних кислот, включаючи голодування, тривалі фізичні вправи або дієти з дуже низьким вмістом вуглеводів, такі як кетогенна дієта. При фізіологічному кетозі рівень сироваткових кетонів зазвичай залишається нижче 3 мМ.

### Кетоацидоз
Кетоацидоз — це патологічний стан неконтрольованого вироблення кетонів, що призводить до метаболічного ацидозу, при якому рівні кетонів у сироватці зазвичай перевищують 3 мМ. Кетоацидоз найчастіше спричинений дефіцитом інсуліну при цукровому діабеті 1-го типу або на пізній стадії діабету 2-го типу, але також може бути результатом хронічного вживання алкоголю, отруєння саліцилатами або ізопропіловим спиртом. Кетоацидоз викликає значні метаболічні порушення та є невідкладним медичним станом, який загрожує життю. Кетоацидоз відрізняється від фізіологічного кетозу, оскільки спричинений порушенням нормальної регуляції виробництва кетонових тіл.

## Причини
Підвищення рівня кетонів у крові найчастіше спричинене прискореним виробництвом кетонів, але також може бути спричинено споживанням екзогенних кетонів або їх попередників.
Коли запаси глікогену та глюкози в крові низькі, відбувається метаболічний зсув, щоб зберегти глюкозу для мозку, який не може використовувати жирні кислоти для отримання енергії. Цей зсув передбачає збільшення окислення жирних кислот і вироблення кетонів у печінці як альтернативного джерела енергії для мозку, а також скелетних м'язів, серця та нирок. У крові завжди присутній низький рівень кетонів, який підвищується за умов низької доступності глюкози. Наприклад, після нічного голодування 2–6 % енергії надходить із кетонів, а після 3-денного голодування цей показник збільшується до 30–40 %.
Рівень обмеження споживання вуглеводів, необхідний для виникнення кетозу, є змінним і залежить від рівня активності, чутливості до інсуліну, генотипу, віку та інших факторів, але кетоз зазвичай виникає при споживанні менше 50 грамів вуглеводів на день протягом принаймні трьох днів.
Новонароджені, вагітні жінки та жінки, які годують грудьми, є популяціями, у яких особливо швидко розвивається фізіологічний кетоз у відповідь на енергетичні виклики, такі як голодування або хвороба. Кетоз може прогресувати до кетоацидозу під час хвороби, хоча це трапляється рідко.
Схильність до утворення кетонів у новонароджених зумовлена їх дієтою з високим вмістом жирного молока, непропорційно великою центральною нервовою системою, яка споживає багато глюкози та обмеженим вмістом глікогену в печінці.

## Біохімія
Попередники кетонових тіл включають жирні кислоти з жирової тканини або з харчів та кетогенні амінокислоти. Утворення кетонових тіл відбувається шляхом кетогенезу в мітохондріальному матриксі клітин печінки.
Жирні кислоти можуть вивільнятися з жирової тканини за допомогою адипокінів, які сигналізують про високий рівень глюкагону та адреналіну та низький рівень інсуліну. Високий вміст глюкагону та низький рівень інсуліну відповідають періодам низької доступності глюкози, наприклад голодуванню.
Жирні кислоти, пов'язані з коензимом А, легко проникають в мітохондрії. Там зв'язані жирні кислоти використовуються як паливо переважно через бета-окислення, при якому в кожному циклі утворення ацетил-КоА відбувається відщеплення двої атомів вуглецю від молекули ацил-КоА. Ацетил-КоА входить у цикл лимонної кислоти, де він піддається кротоновій конденсації з оксалоацетатом з утворенням лимонної кислоти. Лимонна кислота потім входить у цикл трикарбонових кислот (ЦТК), який має дуже високий вихід енергії на вуглець у вихідній жирній кислоті.
Ацетил-КоА може метаболізуватися через ЦТК в будь-якій клітині, але він також може піддаватися кетогенезу в мітохондріях клітин печінки. Коли доступність глюкози низька, оксалоацетат використовується для виробництва глюкози через глюконеогенез. Це може зробити його недоступним для конденсації з ацетил-КоА, запобігаючи входженню в ЦТК. У цьому сценарії енергію можна отримати з ацетил-КоА шляхом виробництва кетону.
У процесі кетогенезу дві молекули ацетил-КоА конденсуються з утворенням ацетоацетил-КоА за допомогою тіолази. Ацетоацетил-КоА короткочасно поєднується з іншим ацетил-КоА через HMG-КоА-синтазу, утворюючи гідрокси-β-метилглутарил-КоА. Гідрокси-β-метилглутарил-КоА утворює кетонове тіло ацетоацетат за допомогою HMG-КоА-ліази. Потім ацетоацетат може оборотно перетворюватися на інше кетонове тіло — D-β-гідроксибутират — через D-β-гідроксибутиратдегідрогеназу. Крім того, ацетоацетат може спонтанно розкладатися на третє кетонове тіло (ацетон) і вуглекислий газ, що генерує набагато більші концентрації ацетоацетату та D-β-гідроксибутирату. Отримані кетонові тіла не можуть бути використані печінкою для отримання енергії, тому експортуються з неї в кров для забезпечення енергією мозку та периферичних тканин.
У ЦТК, окрім жирних кислот, дезаміновані кетогенні амінокислоти також можуть перетворюватися на проміжні продукти та виробляти кетонові тіла.

## Вимірювання
Рівень кетонів можна виміряти шляхом дослідження сечі, крові або повітря видиху. Існують обмеження щодо прямого порівняння цих методів, оскільки вони вимірюють різні кетонові тіла.

### Дослідження сечі

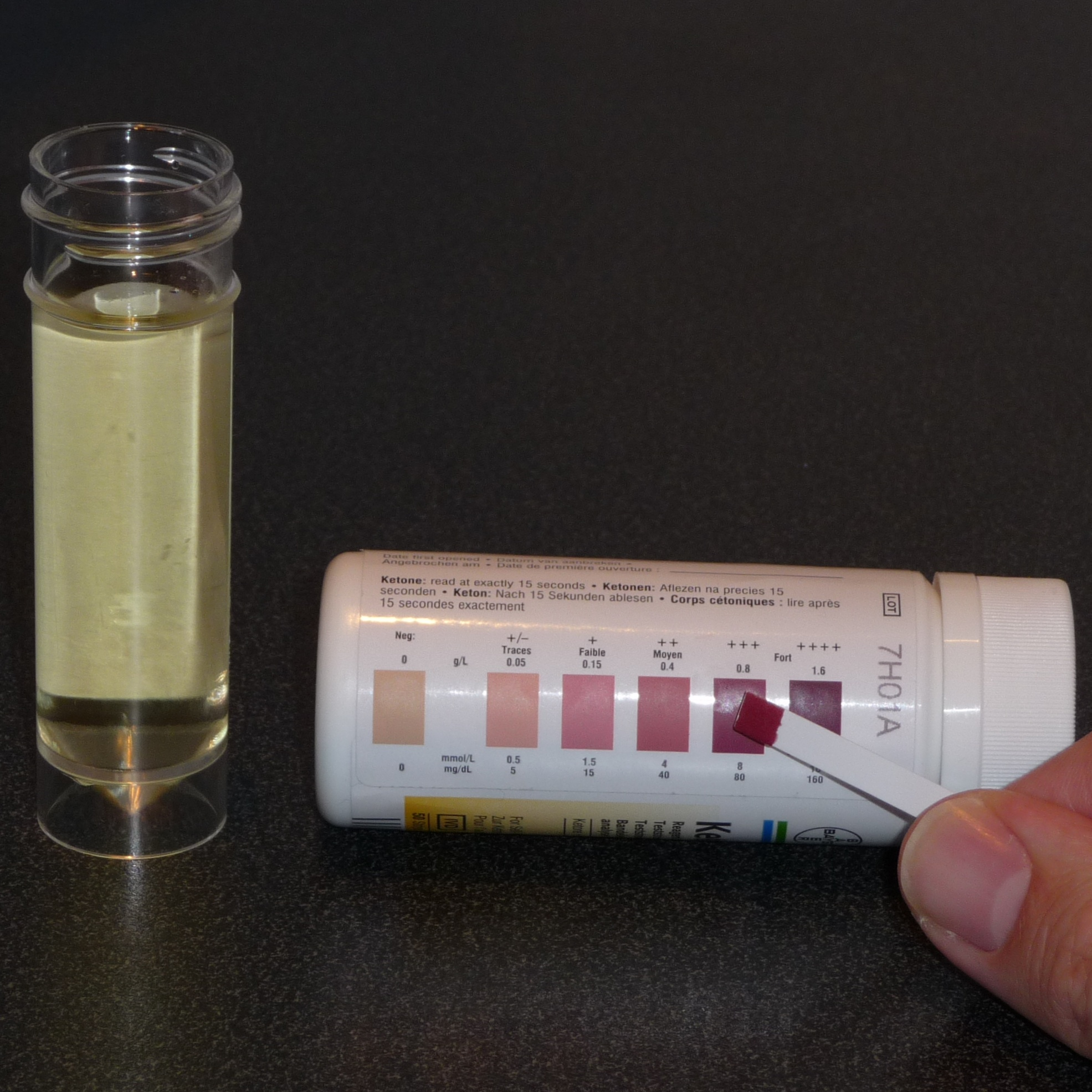
Тест на кетонурію за допомогою смужок Bayer Ketostix

Дослідження сечі є найпоширенішим методом визначення кетонів. Тест-смужки для сечі використовують реакцію нітропрусиду з ацетоацетатом для отримання напівкількісних показників на основі зміни кольору смужки. Хоча бета-гідроксибутират є переважаючим циркулюючим кетоном, тест-смужки для сечі вимірюють лише ацетоацетат. Рівень кетонів у сечі часто погано корелює з рівнями в сироватці через варіабельність виведення кетонів нирками, вплив водного балансу та функції нирок.

### Дослідження сироватки
Пальцеві кетонометри дозволяють миттєво перевірити рівень бета-гідроксибутирату в крові, подібно до глюкометрів. Рівень бета-гідроксибутрату в крові також можна виміряти в лабораторії.

## Медичне використання

### Епілепсія
Кетоз, викликаний кетогенною дієтою, є давно визнаним методом лікування рефрактерної епілепсії.

### Ожиріння і метаболічний синдром
Кетоз може покращити маркери метаболічного синдрому через зниження рівня тригліцеридів у сироватці крові, підвищення рівня ліпопротеїнів високої щільності (ЛПВЩ), а також збільшення розміру та об'єму частинок ліпопротеїнів низької щільності (ЛПНЩ). Ці зміни відповідають покращенню ліпідного профілю, незважаючи на потенційне підвищення загального рівня холестерину.

## Безпека
Безпека кетозу при низьковуглеводних дієтах часто ставиться під сумнів клініцистами, дослідниками та медіа. Поширене занепокоєння щодо безпеки виникає через нерозуміння різниці між фізіологічним кетозом і патологічним кетоацидозом. Також тривають дискусії щодо того, чи є хронічний кетоз корисним станом, чи навпаки — стресовим фактором, якого слід уникати. Дехто стверджує, що люди еволюціонували так, щоб уникати кетозу, і не повинні перебувати в цьому стані тривалий час. Протилежна точка зору полягає в тому, що фізіологічної потреби у вуглеводах у раціоні немає, оскільки достатню кількість енергії можна отримувати шляхом глюконеогенезу та кетогенезу необмежено довго. З іншого боку, періодичне перемикання між станом кетозу і звичайним харчуванням може мати позитивний вплив на метаболічне та неврологічне здоров'я. Відомо, що перебування в кетозі до двох років (на основі досліджень людей із суворою кетогенною дієтою при епілепсії або цукровому діабеті 2 типу) може супроводжуватися короткостроковими побічними ефектами, які потенційно можуть призвести до довгострокових.  Однак даних щодо тривалого впливу періодичного кетозу наразі бракує .

### Ліки
Деякі ліки вимагають уваги щодо кетозу, особливо деякі класи ліків від діабету. Гліфлозини пов'язують із випадками евглікемічного кетоацидозу — рідкісного стану високого рівня кетонів, що спричиняє метаболічний ацидоз із нормальним рівнем глюкози в крові. Зазвичай це відбувається у разі пропуску доз інсуліну, хвороби, зневоднення або дотримання дієти з низьким вмістом вуглеводів під час прийому ліків. Крім того, ліки, які використовуються для безпосереднього зниження рівня глюкози в крові, включаючи інсулін і похідні сульфонілсечовини, можуть спричинити гіпоглікемію, якщо їх не титрувати до початку дієти, яка призводить до кетозу.

### Несприятливі ефекти
При переході з метаболізму глюкози на метаболізм жирних кислот можуть виникнути побічні ефекти. Вони можуть включати головний біль, втому, запаморочення, безсоння, труднощі з фізичними навантаженнями, запори та нудоту, особливо в перші дні та тижні після початку кетогенної дієти. Дихання може мати солодкуватий фруктовий смак через утворення ацетону, який видихається через його високу летючість.
Більшість несприятливих наслідків тривалого кетозу спостерігаються у дітей через те, що він давно визнаний як засіб лікування дитячої епілепсії. До них належать порушення здоров'я кісток, затримка росту, гіперліпідемія та камені в нирках.

### Протипоказання
Кетогенна дієта протипоказана людям з панкреатитом через високий вміст жиру в їжі. Кетоз також протипоказаний при дефіциті піруваткарбоксилази, порфірії та інших рідкісних генетичних порушеннях жирового обміну.

## Ветеринарія
У молочної худоби кетоз зазвичай виникає протягом перших тижнів після народження теляти і його іноді називають ацетонемією. Це явище є результатом дефіциту енергії, коли споживання недостатньо для компенсації підвищених метаболічних потреб під час лактації. Підвищені концентрації β-гідроксибутирату можуть пригнічувати глюконеогенез, споживання корму та імунну систему, а також впливати на склад молока. Діагностичні тести на місці догляду можуть бути корисними для виявлення кетозу у великої рогатої худоби.
У овець кетоз (гіперкетонемія з бета-гідроксибутиратом у крові понад 0,7 ммоль/л), називають токсемією вагітності. Це явище може розвинутися на пізніх термінах вагітності у вівцематок, які виношують кілька плодів, і пов'язане зі значними метаболічними потребами під час вагітності. Через те, що у жуйних тварин більшість глюкози в травному тракті метаболізується мікроорганізмами рубця, глюкоза повинна постачатися шляхом глюконеогенезу. Токсемія під час вагітності, швидше за все, виникає на пізніх термінах вагітності через метаболічні потреби внаслідок швидкого росту плода та може бути спровокована недостатнім споживанням енергії корму через погодні умови, стрес або інші причини. Швидке одужання може відбутися після природних пологів, кесаревого розтину або штучного аборту. Профілактика за допомогою відповідного годування та іншого лікування ефективніша, ніж лікування пізніх стадій токсемії вагітності.